# Wihara
Wihara (sanskr. vihara: विहार) – klasztor dżinijski lub buddyjski. 

## Historia
Dosłownie słowo wihara można tłumaczyć jako "schronienie" albo "azyl", w którym chronili się wędrujący mnisi podczas pory deszczowej. Ofiarowywano wspólnotom gaje lub place, przy których powstawały otwarte pomieszczenia. Gdy w obrębie wihary powstawała stupa, przybierała ona trwały charakter. Wyznaczano wówczas obszar, na którym mnisi mogli zbierać jałmużnę. Z czasem nakrywano dachem miejsca do medytacji i lektoria, tereny przechadzek, miejsca przeznaczone na kult i edukację w obrębie rozbudowującej się siedziby. Wihary stawały się ważnymi ośrodkami, wywierającymi wpływ na oświatę, kulturę i politykę. W wiekach V–VII znaczenie wihar na subkontynencie indyjskim zaczęło spadać. Niektóre istniały jeszcze w XI–XII w. Najazdy muzułmańskie spowodowały przemianę polityczno-gospodarczą, pozbawiając wihary patronatów ze strony lokalnych władców.